# Armeniens herrlandslag i bandy
Armeniens herrlandslag i bandy representerar Armenien i bandy på herrsidan. Det verkade bli världsmästerskapsdebut 2011,  vilket dock inte infriades eftersom turneringsformatet vid tidpunkten inte tillät alla nya länder som ville komma. Man har meddelat intresse att delta i framtida mästerskap.